# トールモー・ハウゲン
トールモー・ハウゲン（Tormod Haugen, 1945年5月12日 - 2008年10月18日）は、ノルウェーの児童文学作家、翻訳家。

## 人物・来歴
オスロ大学に学んだあと美術館に勤務、1973年に最初の小説を出版。1975年に発表した『夜の鳥』は高い評価を受け24カ国語に翻訳された。孤独な子供の世界を描き、『夜の鳥』の主人公ヨアキムは続編『ヨアキム』にも登場する。北欧の神話・伝説なども作品に取り入れている。またC・S・ルイスの「ナルニア国物語」をノルウェー語に翻訳した。
1990年国際アンデルセン賞を受賞。日本でも『夜の鳥』『ヨアキム』は1982年に翻訳され、長く読み継がれている。

## 日本語訳
- 『夜の鳥』（山口卓文訳、旺文社、旺文社創作児童文学） 1982、のち福武文庫 1991、河出書房新社 2003
- 『少年ヨアキム』（山口卓文訳、旺文社、旺文社創作児童文学） 1982、のち福武文庫 1991、のち改題『ヨアキム 夜の鳥 2』（河出書房新社） 2003
- 『魔法のことばツェッペリン』（木村由利子訳、浜田洋子絵、文研出版、文研じゅべにーる） 1985
- 『消えた一日』（木村由利子訳、浜田洋子絵、文研出版） 1986
- 『夏には きっと』（木村由利子訳、浜田洋子画、文研出版、文研じゅべにーる） 1989
- 『月の石』（細井直子訳、WAVE出版） 1999
- 『トロルとばらの城の寓話』（木村由利子訳、ポプラ社、ポプラ・ウイング・ブックス 10） 2002